# Boris Balinsky
Boris Ivan Balinsky (10 de Setembro de 1905, em Kiev, Império Russo - 1 de Setembro de 1997, em Joanesburgo, África do Sul) foi um biólogo ucraniano e sul-africano, embriologista, entomologista, professor da Universidade de Kiev e da Universidade de Witwatersrand. Pesquisador pioneiro na área de embriologia experimental, microscopia electrónica e biologia do desenvolvimento, foi autor do livro popular em embriologia Uma Introdução à Embriologia.